# George Hawi
George Hawi (en árabe: جورج حاوي‎; 5 de noviembre de 1938 – 21 de junio de 2005) fue un político libanés y exsecretario general del Partido Comunista Libanés (PCL). Fue un crítico abierto de la interferencia de Siria en los asuntos del Líbano, siendo asesinado en 2005 por una bomba colocada bajo el asiento de pasajero de su Mercedes Benz. Fue padrastro del político armenio-líbanes Rafi Madayan, quién también tiene un hijastro, Charbel Khalifeh Hachem.

## Primeros años y carrera
Hawi nació en el pueblo de Bteghrine, Líbano el 5 de noviembre de 1938, en el seno de una familia ortodoxa griega. A pesar de haber nacido en una familia cristiana, Hawi se declaró ateo.
Se incorporó a las políticas estudiantiles durante sus primeros años en la universidad, participando en numerosas manifestaciones y huelgas y en varios movimientos sociales. Se unió al PCL en 1955 y se convirtió en uno de los principales dirigentes de su Liga Estudiantil hacia finales de la década.
En 1964, fue encarcelado por su implicación en una huelga en contra del control estatal en la industria del tabaco. El 23 de abril de 1969 estuvo nuevamente en prisión por participar en una manifestación a favor de la causa palestina, y otra vez en 1970 por ser cómplice en un ataque a un destacamento del ejército libanés.
Hawi fue temporalmente expulsado del PCL en 1967 por pedir mayor independencia en las políticas de la Unión Soviética. Se reincorporó al Partido y fue elegido un miembro de su mesa política en el segundo y tercer congreso entre 1968 y 1972. Hawi fue elegido secretario general del Partido Comunista Libanés después de su cuarto congreso en 1979 — cargo que mantuvo hasta su renuncia en 1993. Fue el cuarto secretario general del partido después de Fuad Shemali, Farajallah el-Helou y Nicolas Shawi. Fue sucedido por Farouk Dahrouj.
Durante la Guerra Civil Libanesa Hawi, quién utilizó el seudónimo al estilo kunya "Abu Anis", estableció la Guardia Popular, la milicia del PCL, el cual estuvo alineado con el Movimiento Nacional Libanés (MNL) al mando del líder druso Kamal Jumblatt en su oposición al gobierno controlado por los maronitas y respaldado por milicias cristianas.
El PCL participó de forma activa en la guerra de guerrillas en contra de Israel y su milicia representante, el Ejército del Sur del Líbano (ESL), en el sur del país, luego de la invasión israelí en 1982. Durante la invasión se crea el Frente Nacional de Resistencia Libanés junto con Muhsin Ibrahim. El FNRL estuvo comandado por Elias Atallah. Hacia finales de la guerra, el PCL bajo el liderazgo de Hawi se alió con Siria, el cual había ingresado al Líbano en 1976, pero en realidad era para permanecer en el país durante casi 30 años.
Tras ello, se convirtió en un ferviente crítico de la influencia de Damasco en su país durante los últimos años de su vida, después de haber renunciado a su militancia del PCL en 2000. En 2004, apoyó la fundación izquierdista Movimiento de Izquierda Democrática (MID), que rechazaba la presencia de Siria en el Líbano y participó en la Revolución de los Cedros de 2005. El periodista Samir Kassir era un miembro prominente y cofundador de este grupo, quién terminará siendo asesinado durante la revolución, a raíz de un coche bomba.
En junio de 2005, Hawi declaró en una entrevista con Al Jazeera, que Rifaat al-Assad, hermano de Hafez al Assad y tío del actual presidente de Siria Bashar al-Assad, había estado detrás del asesinato de Jumblatt.

## Asesinato
George Hawi fue asesinado el 21 de junio de 2005, luego de que una bomba instalada en su auto estallara por control remoto, mientras viajaba por el barrio Wata Musaitbi en Beirut. Cerca de medio kilo de carga explosiva fue colocada en el asiento pasajero. La bomba fue detonada por control remoto. Su conductor sobrevivió, pero quedó gravemente herido en la explosión. Varias fuentes entre ellas la Alianza del 14 de Marzo y miembros de los medios de comunicación Occidentales culparon inmediatamente a Siria del asesinato y por las otras explosiones en la capital, aunque hasta el día de hoy, no se ha hallado al o a los responsables del atentado.
En agosto de 2011, el Tribunal Especial para el Líbano informó a familiares de Hawi que habían encontrado un enlace entre su asesinato y el del ex primer ministro libanés Rafiq Hariri. Anteriormente el TEL había realizado acusaciones contra miembros de Hezbolá, como responsables del homicidio.